# Asnières-sur-Oise
Asnières-sur-Oise egy község Franciaországban. Lakosainak száma 3128 fő (2022. január 1.).

## Földrajza
Asnières-sur-Oise Boran-sur-Oise, Coye-la-Forêt, Lamorlaye, Bruyères-sur-Oise, Luzarches, Noisy-sur-Oise, Saint-Martin-du-Tertre és Viarmes községekkel határos.

## Népessége
| Lakosok száma | 2577 | 2662 | 2697 | 2650 | 2795 | 2939 | 3083 | 3082 | 3128 |
|               | 2013 | 2015 | 2016 | 2017 | 2018 | 2019 | 2020 | 2021 | 2022 |